# 科朗坦·卡里乌站
科朗坦·卡里乌站（法語：Corentin Cariou）是巴黎地鐵的一個車站。在1946年之前，科朗坦·卡里乌站曾名為「法蘭德斯門站」（法語：Pont de Flandre）。車站得名于科朗坦·卡里乌大街，以巴黎19區議會議員科朗坦·卡里乌命名，其在二戰期間被納粹槍殺。

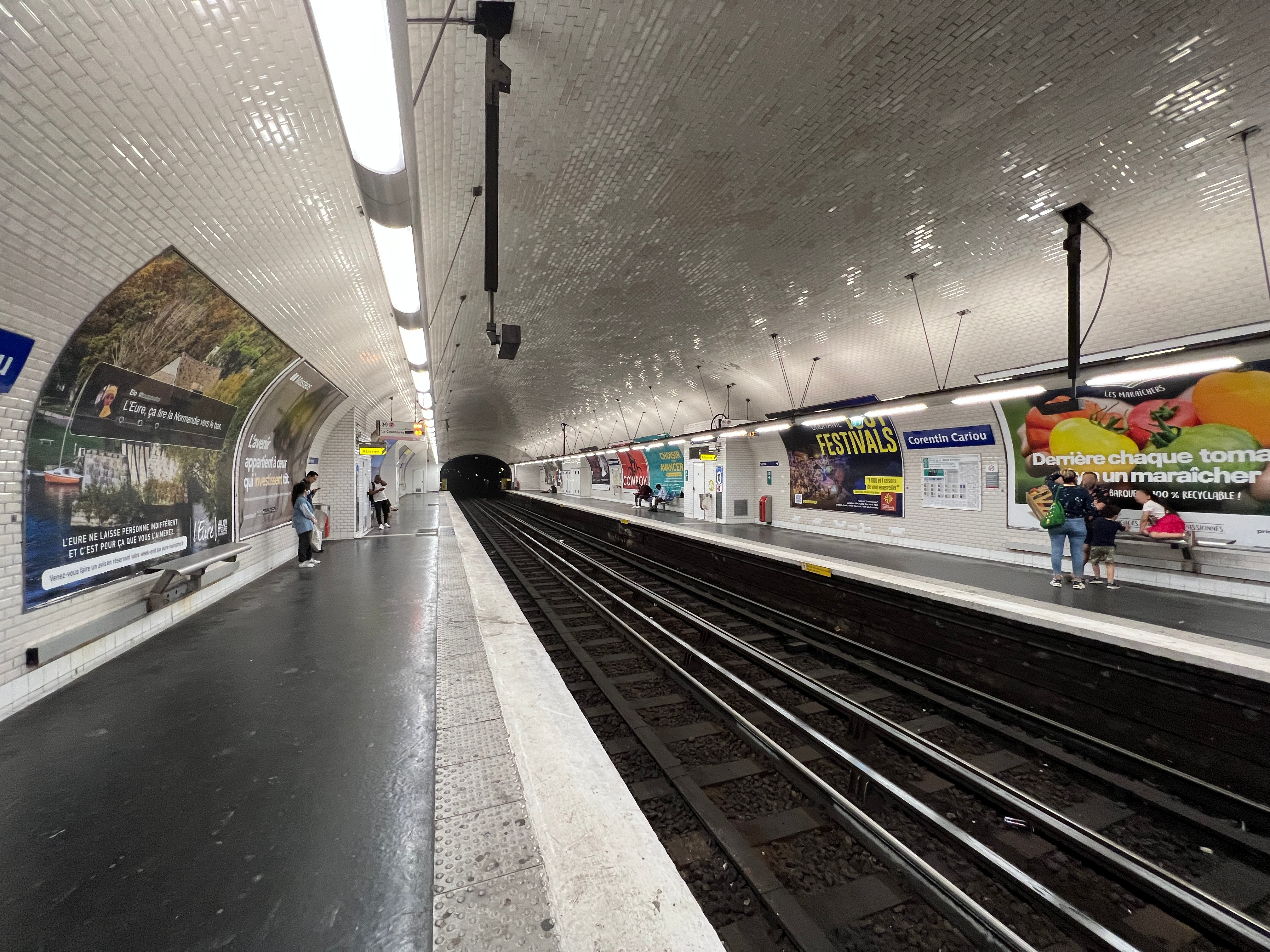
月台（2022年6月）

## 車站結構
| 街道      |                    |                                               |
| B1        | 月台連接夾層       |                                               |
| 7號線月台 | 側式月台，右側開門 | 側式月台，右側開門                            |
| 7號線月台 | 南行               | 往猶太城-路易·阿拉貢/伊夫里市政厅（克里米亞） |
| 7號線月台 | 北行               | 往拉库尔讷沃-1945年5月8日（拉维莱特门）       |
| 7號線月台 | 側式月台，右側開門 |                                               |